# FC Araks
Football Club Araks (arménsky: Ֆուտբոլային Ակումբ „Արաքս“) byl arménský fotbalový klub sídlící ve městě Ararat. Klub byl založen v roce 2001 po přestěhování místního Araks Ararat FC do Jerevanu. V roce 2002 klub postihly silné finanční problémy, které zapříčinili zánik klubu v roce 2005.

## Umístění v jednotlivých sezonách
Zdroj:
Legenda: Z - zápasy, V - výhry, R - remízy, P - porážky, VG - vstřelené góly, OG - obdržené góly, +/- - rozdíl skóre, B - body, červené podbarvení - sestup, zelené podbarvení - postup, fialové podbarvení - reorganizace, změna skupiny či soutěže
| Arménie (2002 – 2004) |                   |        |    |    |   |    |    |    |     |    |        |
| Sezóny                | Liga              | Úroveň | Z  | V  | R | P  | VG | OG | +/- | B  | Pozice |
| 2002                  | Aradżin chumb     | 2      | 30 | 25 | 2 | 3  | 85 | 18 | +67 | 77 | 2.     |
| 2003                  | Bardsragujn chumb | 1      | 28 | 2  | 3 | 23 | 17 | 86 | -69 | 9  | 8.     |
| 2004                  | Aradżin chumb     | 2      | 30 | 16 | 3 | 11 | 57 | 31 | +26 | 51 | 6.     |